# 格兰特·利德比特
格蘭特·列比達（英語：Grant Leadbitter，1986年1月7日—）是一名英格蘭職業足球員。他主要擔任中場，但同時能以右翼上陣。

## 生平

### 球會
新特蘭
列比達自小是新特蘭球迷。他在2003年加入新特蘭青年軍。他在2003年9月首次代表新特蘭一隊在英格蘭聯賽盃後備出戰哈德斯菲尔德。在2005年9月，列比達被外借至洛達咸，自此取得更多上陣機會。
在新領隊的帶領下，列比達出戰了所有2006/07年球季新特蘭的比賽，射入7球，為球隊第三入球最多球員。在2008年6月，列比達續約至2011年。
葉士域治
2009年9月1日列比達轉投英冠球會葉士域治，轉會費265萬英鎊，簽約三年。
米杜士堡
2012年5月29日列比達於約滿葉士域治後，以自由身轉投另一支英冠球隊米杜士堡，簽約三年。

### 國家隊
列比達首次代表英格蘭U21在2009年歐洲U-21足球錦標賽外圍賽出戰保加利亞U21，入替。球隊贏2-0。

## 榮譽
新特蘭
- 英格蘭足球冠軍聯賽冠軍：2004/05年、2006/07年；

## 外部連結
- 足球数据库：列比達的球员统计数据
- 列比達新特蘭官方球員介紹 （页面存档备份，存于）